# Музей археології та етнографії Академії наук Молдови
Музе́й археоло́гії та етногра́фії Акаде́мії Нау́к Респу́бліки Молдо́ва (рум. Muzeul de Arheologie şi Etnografie — колишній історико-археологічний музей при профільній науковій установі у столиці Молдови місті Кишиневі.

## Історія
Був заснований в 1977 році на базі археологічної експозиції, організованої в 1958 році в будівлі Академії Наук Молдавської РСР. 
Відкритий для загального відвідування з 1986 року. 
Містився в будівлі кінця XIX століття, зведеній за проектом архітектора О. Бернардацці.
У 2006 році згідно з Рішенням Уряду Республіки Молдова № 1326 від 14 грудня 2005 р. «Про заходи щодо оптимізації інфраструктури науково-інноваційної сфери», Музей археології Академії наук Молдови був поглинений Національним музеєм історії Молдови, ставши Національним музей археології та історії Молдови. 

## Фонди
Колекція музею налічувала 10 тисяч експонатів із основного фонду та 800 тисяч експонатів додаткового фонду. Постійна експозиція була розташована у 10 залах загальною площею 350 м². В археологічній експозиції було виставлено близько 3000 експонатів, а в етнографічній — близько 2000.
Археологічні експонати охоплювали період від палеоліту до Середньовіччя.
- Експонати епохи палеоліту: вироби з кременю та кістки (різаки, ручні сокири, леза, голки), знайдених у гротах біля сіл Чутулешти (Флорештський район), Бринзени, Корпач, Буздужани (Єдинецький район), Дуруїтори (Ришканський район), Косауци (Сороцький район).
- Експонати епохи мезоліту: леза з кременю, знайдені біля сіл Варварівка (Флорештський район) та Бринзени (Єдинецький район).
- Експонати епохи неоліту: вироби буго-дністровської культури, кераміка, фрагменти лопат, глиняні вази.
- Експонати епохи енеоліту: вироби трипільської та гумельницької культур.
- Експонати бронзової доби: снасті, знаряддя з каменю, кістки, бронзи, глиняні вази.
- Експонати залізної доби: надгробні камені, керамічні та інші вироби, знайдені в некрополях біля міста Шолданешти та села Пиржолтени, вироби, що належали гето-дакам, знайдені у фортецях та стоянках біля сіл Бутучени (Оргіївський район), Калфа (Новоаненський район), Ханска (Яловенський район).

Експонати етнографічної колекції присвячені матеріальній та духовній культурі молдовського народу: сільськогосподарські знаряддя, килими, рушники, одяг тощо.